# Bahía del Espíritu Santo
La bahía del Espíritu Santo es una bahía formada por el mar Caribe en la costa del estado mexicano de Quintana Roo.
La bahía del Espíritu Santo se encuentra en el centro-sur de la costa caribeña de Quintana Roo, se encuentra al sur de la Bahía de la Ascensión, de la cual la divide una península y con la que comparte varias características, entre las cuales se encuentra su baja profundidad que hace difícil la navegación por ellas. Debido a ello la bahía del Espíritu Santo es muy rica en vida marina, destacando varias especies de langostas.
A diferencia de la bahía de la Ascensión en cuyas orillas se encuentran asentadas las poblaciones de Vigía Chico y Punta Allen, las costa de la bahía del Espíritu Santo se encuentran completamente despobladas y pertenecen a la Reserva de la Biosfera de Sian Ka'an.
La bahía fue descubierta por el explorador español Juan de Grijalva el día de Pentecostés de 1518, por lo cual recibió el nombre del Espíritu Santo, la misma expedición había descubierto días antes la bahía de la Ascensión, en la fiesta de la Ascensión del Señor.
- Datos: Q5716571